# Marek Beer
Marek Beer (ur. 24 maja 1988 w Českim Krumlovie) – czeski siatkarz, grający na pozycji środkowego, reprezentant Czech. Od sezonu 2019/2020 występuje w drużynie SKV Ústí nad Labem.

## Sukcesy klubowe
Mistrzostwo Czech:
- 2012[2], 2014[3]
- 2013

Puchar Czech:
- 2013[4], 2014

MEVZA:
- 2015
- 2016, 2017

Mistrzostwo Austrii:
- 2015, 2016, 2017

## Sukcesy reprezentacyjne
Liga Europejska:
- 2018